# Venezianische Gondel (Berlin)

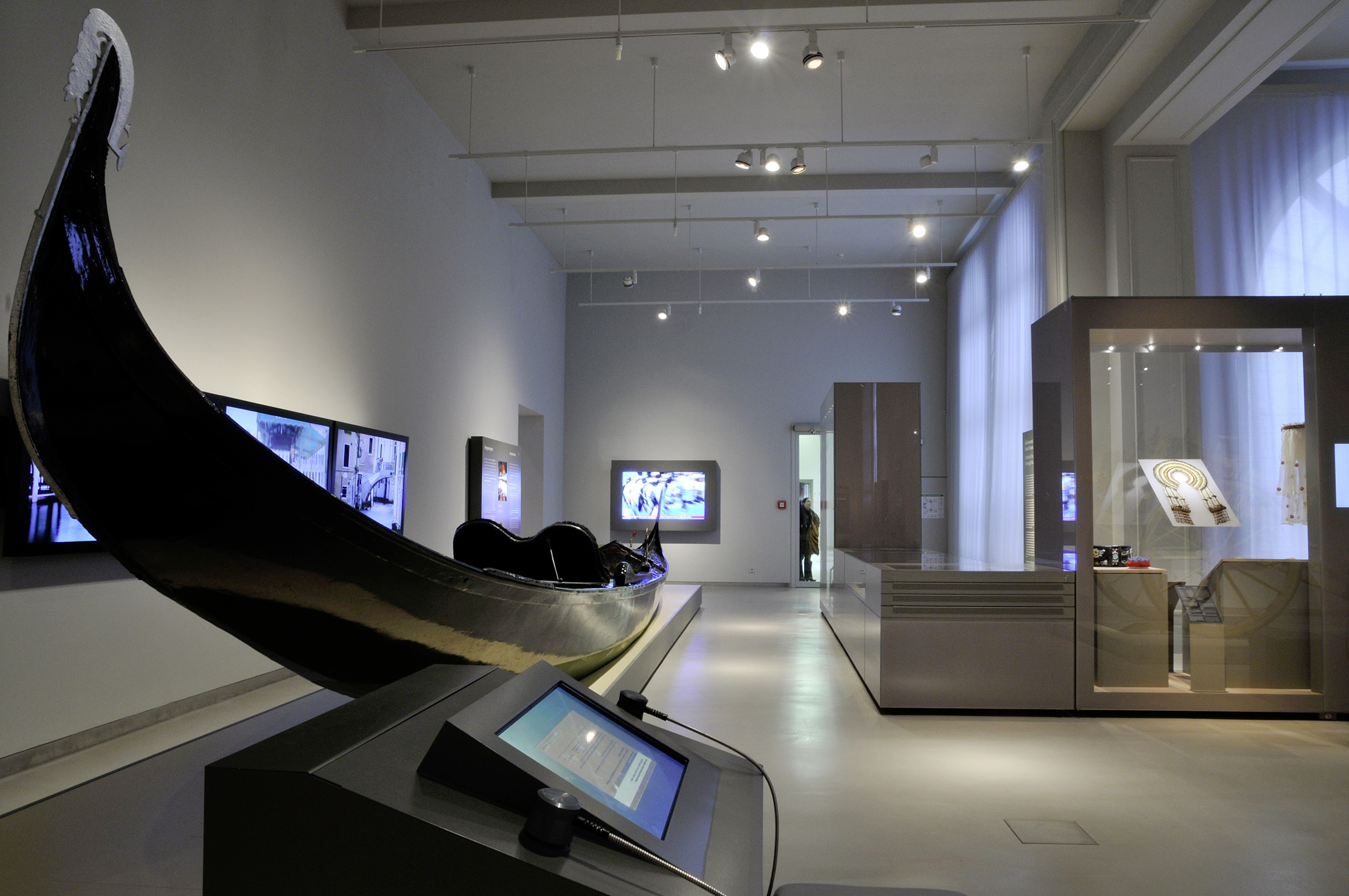
Die venezianische Gondel im Museum Europäischer Kulturen

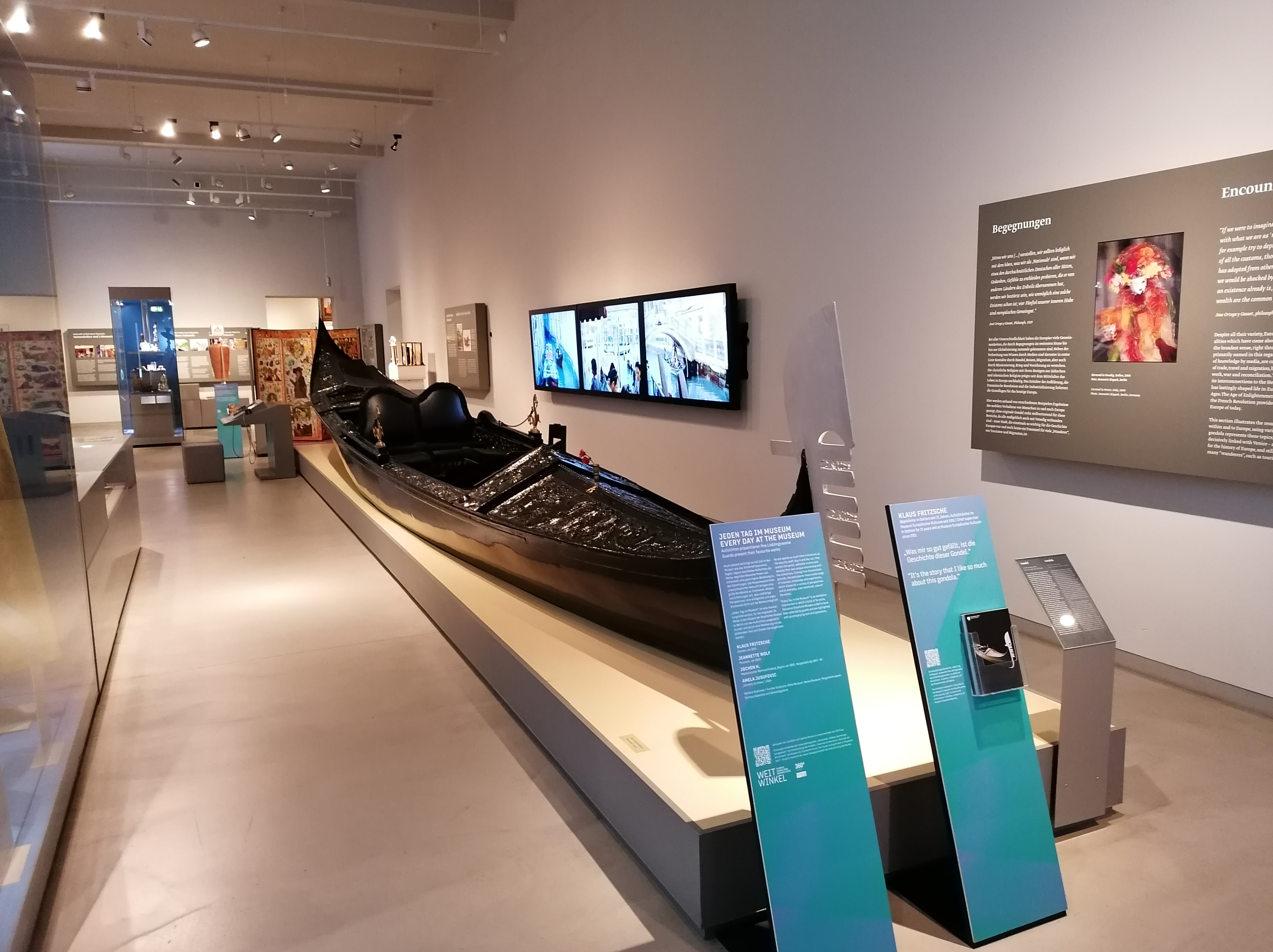
Vordere Ansicht der Gondel

Die venezianische Gondel im Berliner Museum Europäischer Kulturen ist Bestandteil der seit 2011 präsentierten Dauerausstellung Kulturkontakte. Leben in Europa. Als Symbol für Venedig steht die Gondel laut Darstellung des Museums stellvertretend für Handel, Reisen, Bildmedien, Migration, kulturelle Verortungen und Frömmigkeit.

## Geschichte und Beschreibung der Gondel
Die aus mehreren Holzsorten (Bootskörper und Planken), Stoff (Bespannungen), Leder (Sitzbezüge) und verzinktem Eisen (Bootsbeschläge und Schmuck) bestehende 11,4 Meter lange, 1,4 Meter breite und 700 Kilogramm schwere sogenannte Prachtgondel wurde etwa 1910 zu Wasser gelassen. 1975 gelangte sie als Präsent eines italienischen Kaufmanns an seinen deutschen Geschäftspartner nach Berlin, der sie in der Folgezeit von seinem Wassergrundstück an der Wallotstraße aus für Vergnügungsfahrten auf dem Halensee nutzte. Im Winter 1982, nach starker Abnutzung, gelangte sie als Geschenk an das damalige Westberliner Völkerkundemuseum in Dahlem und wurde vom Technischen Hilfswerk mit einem Schlitten über den zugefrorenen Halensee zu den Museumswerkstätten transportiert. Dort wurde sie zwei Jahre lang von Kieler Bootsbauern aufwendig für die museale Ausstellung restauriert. 1985 kaufte das Museum neben einer Forcola (eine Art hölzerner Dolle zum Einlegen des Ruders) noch zwei kleine Pferdefiguren und eine Vase als Schmuck für die Gondel hinzu. In dem Jahr war sie eine Zeit lang Bestandteil der Ausstellung Boote aus aller Welt des Völkerkundemuseums, gelangte aber danach ins Depot.
Nachdem ein Holzboot aus Melanesien, das unerkannt Trockenholztermiten enthielt, 1983 ebenfalls in das Depot eingelagert worden war, wurde auch die Gondel davon befallen, was 2011 bemerkt wurde. Die Gondel konnte durch einen sechswöchigen Sauerstoffentzug gerettet werden. Für die Schädlingsbekämpfung des Museums gibt es das Rathgen-Forschungslabor mit darauf spezialisierten Mitarbeitern. Das Labor hat eine Sammlung lebender Schadinsekten, aber auch Präparate, die zur Identifikation genutzt werden können. Dabei wird grundsätzlich auf chemische Bekämpfungsmittel verzichtet und physikalisch behandelt: Je nach Objekt wird entweder der Sauerstoffentzug mit Stickstoff oder eine Gefrierbehandlung bei −30 °C angewandt.
Die Gondel hat, wie alle venezianischen Gondeln, eine genau berechnete asymmetrische nach Steuerbord gebogene Kiellinie, weil sie nur auf dieser verkürzten rechten Seite gerudert wird und damit in einer festgelegten Geschwindigkeit, etwa die eines Fußgängers, geradeaus fahren kann. Der Boden ist flach. Die in Berlin gezeigte Gondel ist offen, sie verfügt über keine sogenannte felze, eine Art Kajüte, in der mehrere Personen diskret und bequem sitzen können. Die Abdeckungen des Bootskörpers weisen Holzschnitzereien mit teilweise maritimen Formen auf. So gibt es mehrere Verzierungen in Muschelschalenform und girlandenartige Ornamente.

## Präsentation
Seit 2011 wird die Gondel im Museum Europäischer Kulturen im Eingangsbereich ausgestellt. Eine Videoinstallation mit drei Monitoren an der Wand zeigt typisch sommerliche venezianische Bilder mit Motiven von Touristen, Bauwerken und Kanälen.
Nach Ansicht von Andreas Kilb, Feuilletonjournalist der FAZ in Berlin, ist „die Gondel […] das Leitobjekt, die zentrale Ikone der neuen Dauerausstellung des Museums Europäischer Kulturen.“
Die Ethnologin Elisabeth Tietmeyer, Direktorin des Museums, betrachtet die Gondel ebenfalls als „‚Leitobjekt‘, mit dem alle Aspekte der Ausstellung angesprochen werden“, wie die Migration von Menschen und Objekten, die zu kulturellen Begegnungen und Gemeinsamkeiten führt, die die Entwicklung globaler Kulturen zur Folge haben kann.
Oliver Heilwagen äußerte sich auf seiner Webseite kunst + film negativ über die Präsentation der Gondel in dem 2011 wieder eröffneten Museum. Er schreibt, dass „Prunkstücke des Museums viel Raum einnehmen – ohne großen Erkenntniswert. Eine echte Gondel macht sich mächtig breit; wem wäre unbekannt, dass sie auf Venedigs Kanälen kreuzt? Bemerkenswert an diesem Exemplar ist nur, dass es aus Berlin kommt.“